# 611년

## 연호
- 수(隋) 대업(大業) 7년
- 신라(新羅) 건복(建福) 28년

## 기년
- 수(隋) 양제(煬帝) 7년
- 신라(新羅) 진평왕(眞平王) 33년
- 고구려(高句麗) 영양왕(嬰陽王) 22년
- 백제(百濟) 무왕(武王) 12년